# C.M. van Hille-Gaerthé
Catharina Magdalena 'To' van Hille-Gaerthé (Zwolle, 17 mei 1881 - Den Haag, 31 december 1958) was een Nederlands schrijfster. Zij publiceerde onder de naam C.M. van Hille-Gaerthé. Ze schreef romans en verhalen voor jonge kinderen, oudere meisjes en volwassenen.   
Haar eerste boek verscheen in 1915. Behalve romans en verhalenbundels publiceerde ze ook regelmatig artikelen en feuilletons voor De Groene Amsterdammer, Het Vaderland, NRC en Algemeen Handelsblad. Van 1923 tot 1930 was ze redacteur van een door haarzelf opgericht cultureel-ethisch tijdschrift voor meisjes: Droom en daad : maandblad voor jonge meisjes.    
Zij was bij leven een bekend en populair schrijfster. Haar werk had geen literaire pretenties maar ze werd gewaardeerd om haar verzorgde stijl en haar psychologisch inzicht.

## Biografie
To Gaerthé was de dochter van een Zwolse huisarts. Zij groeide in Zwolle op in een beschermd en geprivilegieerd milieu. Zij kreeg onderwijs aan een ‘deftige' meisjesschool waar ze Franse les kreeg van Margo Antink, en ging vervolgens naar een gerenommeerde particuliere kweekschool in Arnhem. Het was echter nooit de bedoeling dat ze voor de klas zou staan: meisjes uit haar kringen hoorden geen betaalde baan te hebben. Ze haalde een lesbevoegdheid voor godsdienstonderwijs en gaf onbetaald les op zondagscholen.
In 1906 trouwde ze met de leraar G.E.W. van Hille; ze kregen vijf kinderen, waarvan er een als zuigeling stierf. In verband met het werk van Van Hille verhuisde het gezin achtereenvolgens naar Den Haag, Alkmaar, waar hij van 1 september 1913 tot 1 augustus 1917 rector was van het Stedelijk Gymnasium, en terug naar Den Haag, waar hij rector werd van het Tweede Stedelijk Gymnasium. Het echtpaar was oorspronkelijk Nederlands-Hervormd, maar stapte over naar de remonstrantse kerk.
Geldgebrek in het gezin was een van de redenen waarom Van Hille-Gaerthé begon met schrijven. Haar eerste roman verscheen in 1915 en ze was al snel als auteur en redacteur betrokken bij verschillende kranten en tijdschriften. Van Hille-Gaerthé was in haar tijd in Nederland een redelijk bekende persoon. Zij hield lezingen door het hele land.
Tijdens de Tweede Wereldoorlog werden Van Hille-Gaerthé en haar man uit hun Haagse woning geëvacueerd en woonden noodgedwongen in Wassenaar. Haar man overleed in 1943. Bij een bezoek aan haar oudste zoon Christoph in Zuid-Afrika in 1947 werd bij haar een ernstige ziekte geconstateerd, waardoor ze overhaast naar Nederland moest terugkeren. De laatste tien jaar van haar leven had ze veel problemen met haar gezondheid. Ze bleef echter wel schrijven.

## Schrijverschap
Van Hille-Gaerthé publiceerde haar eerste boek, Onder het stroodak, in 1915. Het is een meisjesboek over het gezin van een huisarts en heeft autobiografische trekjes. Het was een probleem om een uitgever te vinden voor het ‘simpele’ verhaal. Na veel afwijzingen werd het geaccepteerd door Nijgh & Van Ditmar: uitgever Nijgh was de broer van een vriendin van Van Hille-Gaerthé. Uiteindelijk zou Onder het stroodak meer dan twaalf keer worden herdrukt. Het werd het eerste deel van een serie van vijf meisjesromans (met Aan de zonzijde, De plaats waarop gij staat, Het verstopte huuske, en Kool en rozen).
Zij was een productieve schrijfster. Tot aan de Tweede Wereldoorlog publiceerde zij gemiddeld om de twee jaar een boek of verhalenbundel. Na 1922 publiceerde Van Hille-Gaerthé met name romans en verhalen voor volwassenen. Vanaf halverwege de jaren 1920 tot de jaren 1950 schreef ze ook regelmatig artikelen en feuilletons voor De Groene Amsterdammer, Het Vaderland, NRC en Algemeen Handelsblad. 
In 1923 richtte ze een cultureel-ethisch tijdschrift voor meisjes op: Droom en daad. Maandblad voor jonge meisjes. Het werd uitgegeven door Wereldbibliotheek. Een van de doelstellingen was om meisjes te wijzen op de mogelijkheid om te gaan werken. Van Hille-Gaerthé schreef zelf veel van de artikelen. Andere medewerkers waren Tony de Ridder, Nannie van Wehl, Tine Cool, Elize Knuttel-Fabius, Marie van Zeggelen, J. Stam-Dresselhuys, Jo Kalmijn-Spierenburg, Nicolette A. Bruining, Marie Schmitz, Catharina van Renes en Rinke Tolman. In 1930 werd het tijdschrift wegens gebrek aan lezers opgeheven.
Een van haar laatste boeken Geneugten en perikelen bij ziekte en herstel (1951) bevat schetsen over haar gezondheidsproblemen en haar ervaringen als zieke. Tussen 1956 en 1958 publiceerde ze een serie artikelen in de Provinciale Overijsselse en Zwolse Courant over haar herinneringen aan het dagelijks leven in Zwolle rond 1900; ze werden gebundeld als Zwolse Mijmeringen en postuum uitgegeven.

## Stijl, waardering en nagedachtenis
Van Hille-Gaerthé werd vooral gewaardeerd vanwege haar boeken voor de iets rijpere jeugd. Zij werd geprezen om haar inzicht in de psychologie van opgroeiende meisjes. Haar romans voor volwassenen waren tijdens haar leven populair, maar werden inhoudelijk niet als erg sterk gezien. Volgens critici slaagde Van Hille-Gaerthé er niet voldoende in om conflicten en spanningen goed weer te geven. Wel werd ze geprezen om haar verzorgde stijl. Haar korte verhalen voor volwassenen (Rosarium, In Knop, De feesten van Det en Nol) worden meer gewaardeerd dan haar romans. Overigens had Van Hille-Gaerthé met haar werk zelf ook geen hoge literaire pretenties.
In het werk van Van Hille-Gaerthé is haar vrijzinnig-christelijke levensovertuiging duidelijk herkenbaar. De actualiteit speelt geen grote rol; ze ging er ook niet mee akkoord wanneer werd voorgesteld om haar jeugdromans bij herdruk of vertaling aan te passen.
Het werk van Van Hille-Gaerthé is anno 2024 niet meer in druk. Haar meisjesboeken zijn onder verzamelaars en liefhebbers van historische jeugdliteratuur nog enigszins bekend, maar verder lijkt zij grotendeels in de vergetelheid geraakt. In de Zwolse wijk Wipstrik is in de schrijversbuurt een straat naar Van Hille-Gaerthé vernoemd.

## Werk

### Meisjesromans
- Onder het stroodak. Met illustraties van Tj. Bottema. 1915.
- Aan de zonzijde. Met illustraties van J. Koster. 1918.
- De plaats waarop gij staat. 1920.
- Het verstopte huuske. 1925.
- Kool en rozen.1927.

### Kinderboeken
- Het Kabouterhuis. Met illustraties van Tj. Bottema. 1916.
- Lentebloemen: kinderzangspel; op muziek van Catharina van Rennes. 1922
- Bij moeder thuis. 193?
- Als de school uit is. 1928
- Zomerland. Met illustraties van Rie Cramer. 1926 of 1930.
- Zeven kinderen over de oceaan. Met illustraties van Nans van Leeuwen. 1952.
- In ‘t midden van de nacht. Kerstverhalen. 1955

### Voor volwassenen
- Tuintjes. 1922.
- In knop (verhalen).1922.
- De feesten van Det en Nol (verhalen) 1922.
- Stille wegen. 1923
- Levensdagen. 1926
- In de lente.1926.
- De heg. 1927.
- De Heilige Kerstnacht. met illustraties van Nans van Leeuwen Verhalen 1929
- Rosarium (verhalen) 1930.
- Achtergrond. 1931.
- Achter het vaartje. 1933
- Legende van de Witte-wijvenkuil : leekenspel voor jonge menschen. 1935
- “Die twee van de Ark’, 1939
- Ons dagelijks brood; religieus lekenspel voor jonge mensen. 1948.
- Advent; zeven Kerstvertellingen. 1949.
- Geneugten en perikelen bij ziekte en herstel. 1951.
- Zwolse mijmeringen (gebundelde krantenartikelen). 1959

## Externe bronnen
- Publicaties van C.M. van Hille-Gaerthé in DBNL

- Biografisch Portaal: 38907511
- Digitale Bibliotheek voor de Nederlandse Letteren: hill001
- International Standard Name Identifier: 0000 0001 3964 4071
- Nederlandse Thesaurus van Auteursnamen: 069091579
- Système universitaire de documentation: 134503732
- Virtual International Authority File: 213303812